# Xian de Zhidan
Le xian de Zhidan (志丹县 ; pinyin : Zhìdān Xiàn) nommée dans le passé Bao'an ((zh), Pinyin postal: Paoan) est un district administratif de la province du Shaanxi en Chine. Il est placé sous la juridiction de la ville-préfecture de Yan'an.

## Démographie
La population du district était de 117 531 habitants en 1999.